# مرغ مگس سینه‌بنفش
مرغ مگس سینه‌بنفش (نام علمی: Sternoclyta cyanopectus) یک گونه از مگس‌مرغان است که گستره جهانی وسیعی دارد و در سطح جهانی مورد تهدید نیست. در ونزوئلا و مجاور کلمبیا یافت می‌شود.  این گونه در سردۀ Sternoclyta تک‌نماد است. 